# 阿塞勒里布勒
阿塞勒里布勒（法語：Assé-le-Riboul，法語發音：[ase lə ʁibul]）是法国萨尔特省的一个市镇，属于马梅尔斯区。

## 地理
阿塞勒里布勒（48°11'38"N, 0°5'11"E）面积16.77 平方千米，位于法国卢瓦尔河地区大区萨尔特省，该省份为法国西北部内陆省份，北起顺时针与奥恩省、厄尔-卢瓦省、卢瓦-谢尔省、安德尔-卢瓦尔省、曼恩-卢瓦尔省和马耶讷省接壤，是法国大西部的入口，连接卢瓦尔河谷、布列塔尼和巴黎盆地。
与阿塞勒里布勒接壤的市镇（或旧市镇、城区）包括：萨尔特河畔博蒙、塞格里、勒特龙谢、韦尔尼、马雷谢、圣马索。

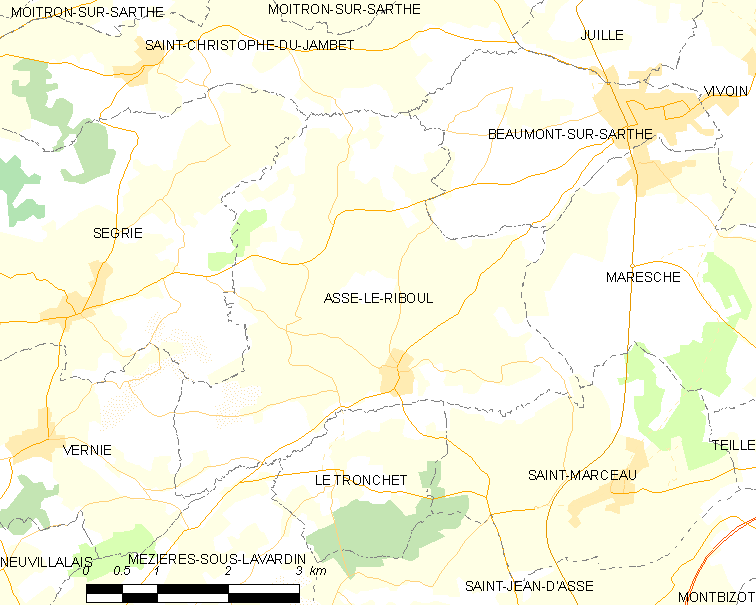
阿塞勒里布勒的OSM定位图

阿塞勒里布勒的时区为UTC+01:00、UTC+02:00（夏令时）。

## 行政
阿塞勒里布勒的邮政编码为72170，INSEE市镇编码为72012。

## 政治
阿塞勒里布勒所属的省级选区为锡耶勒纪尧姆县。

## 人口

1962-2008年间阿塞勒里布勒人口变化图示

阿塞勒里布勒于2022年1月1日时的人口数量为478人。